# Rosetta Loy
Rosetta Loy (* 15. Mai 1931 in Rom; † 1. Oktober 2022 ebenda) war eine italienische Schriftstellerin.

## Leben
Rosetta Loy war die Tochter eines aus dem Piemont stammenden Ingenieurs und einer Römerin. Sie war die jüngste von vier Geschwistern und wuchs in einer wohlhabenden Familie des katholischen Bürgertums auf. Sie schrieb bereits mit neun Jahren ihre ersten kleinen Geschichten, doch erst im Alter von über 40 Jahren brachte sie 1974 bei Einaudi in Turin ihren ersten Roman La bicicletta heraus, der als Erstlingswerk mit dem Premio Viareggio Opera Prima ausgezeichnet wurde. Weitere, zum Teil preisgekrönte Romane, die auch in andere Sprachen übersetzt wurden, folgten, u. a. 1988 Le strade di polvere, für den sie den großen Premio Viareggio erhielt.
Rosetta Loy starb im Oktober 2022 im Alter von 91 Jahren.

## Ehrungen und Auszeichnungen
- 1974: für La bicicletta, Premio Viareggio Opera Prima
- 1988: für Le strade di polvere, Premio Campiello
- 1988: für das gleiche Werk den Premio Viareggio und den Premio Supercampiello, den Premio Città di Catanzaro
- 1988: nochmals für das gleiche Werk den Premio letterario nazionale per la donna scrittrice in Rapallo[3]
- 1990: für den gleichen Roman den Premio Montalcino
- 1996: für Cioccolata da Hanselmann, Premio Grinzane Cavour
- 2005: für Nero è l’albero dei ricordi, azzurra l’aria, Premio Bagutta
- 2017: für das Lebenswerk, Premio Campiello alla carriera

## Veröffentlichungen
- Gli anni fra cane e lupo - 1969–1994. Il raconto dell’Italia ferita a morte. Chiarelettere, Mailand 2013, ISBN 978-88-6190-476-7.
- La prima mano. Rizzoli, Mailand 2009.
- Nero è l’albero dei ricordi, azzurra l’aria. Einaudi, Turin 2004.
- Ahi, Paloma. Einaudi, Torino 2000, ISBN 88-06157140.
- Cioccolata da Hanselmann. Rizzoli, Mailand 1997.
  - deutsch: Schokolade bei Hanselmann. Piper, München/Zürich 1998, ISBN 3-4920-3862-X
- La parola ebreo. Einaudi, Turin 1997 und 2002.
  - deutsch: Via Flaminia 21. Meine Kindheit im faschistischen Italien. Aus dem Italienischen von Maja Pflug, ISBN 3-4920-4067-5
- Sogni d’inverno. Mondadori, Mailand 1995.
  - deutsch von Maja Pflug: Winterträume, Roman. Arche, Zürich 1993, ISBN 3-7160-2162-8.
- Le strade di polvere. Einaudi, Turin 1987.
  - deutsch, aus dem Italienischen von Maja Pflug: Straßen aus Staub. Luchterhand, Hamburg 1991, ISBN 3-630-71004-2.
- All’insaputa della notte. Garzanti, Mailand 1984.
  - deutsch: Im Ungewissen der Nacht, Arche Verlag, Zürich 1991.
- L’estate di Letuchè. Rizzoli, Mailand 1982.
- La porta dell’acqua. Einaudi, Turin 1976; neu aufgelegt: 2001 Rizzoli, Mailand.
  - deutsch von Maja Pflug: Die Pforte des Wassers, Roman. Luchterhand, Hamburg/Zürich 2001, ISBN 3-630-71004-2.
- La bicicletta. Einaudi, Turin 1974.